# NGC 3061
NGC 3061 је спирална галаксија у сазвежђу Змај која се налази на NGC листи објеката дубоког неба.
Деклинација објекта је + 75° 51' 59" а ректасцензија 9h 56m 11,9s. Привидна величина (магнитуда) објекта NGC 3061 износи 13,0 а фотографска магнитуда 13,7. NGC 3061 је још познат и под ознакама UGC 5319, MCG 13-7-40, CGCG 350-36, KARA 382, IRAS 09513+7606, PGC 28670.